# 1TYM
1TYM (pronunciado como "One Time") fue un grupo masculino surcoreano bajo el sello YG Entertainment. Sus miembros fueron Teddy Park, Danny Im, Jin Hwan y Baek Kyoung.

## Fundación
1TYM comenzó cuando Teddy Park e Im Taebin hicieron una audición para Brothers Entertainment. Teddy y taebin había sido mejores amigos y había asistido a Diamond Bar High School antes de su audición. Después de su audición, ambos fueron seleccionados para ser enviado a Corea del Sur para avanzar en sus carreras como artistas. Fue allí donde Brothers Entertainment introdujo 1TYM a la YG Entertainment, una compañía de entretenimiento coreano.
1TYM originalmente tenía siete miembros, pero fue cortado antes de la liberación de cuatro álbumes. Se estrenó en noviembre de 1998 con el lanzamiento de su primer álbum: "One Time for Your Mind."

## Miembros
| Nombre      | Fecha de Nacimiento | Posición en el Grupo      |
| ----------- | ------------------- | ------------------------- |
| Teddy Park  | 14/09/1978          | Líder, Rapero principal   |
| Danny Im    | 06/05/1980          | Vocalista, Rapero, Maknae |
| Jin Hwan    | 06/07/1978          | Rapero                    |
| Baek Kyoung | 12/04/1979          | Rapero                    |

## Discografía
| Año  | Información                                                   |
| ---- | ------------------------------------------------------------- |
| 1998 | One Time for Your Mind - Lanzamiento: 15 de noviembre de 1998 |
| 2000 | 2nd Round - Lanzamiento: 21 de abril de 2000                  |
| 2001 | Third Time Fo Yo' Mind - Lanzamiento: 13 de diciembre de 2001 |
| 2003 | Once N 4 All - Lanzamiento: 26 de noviembre de 2003           |
| 2005 | One Way - Lanzamiento: 1 de noviembre de 2005                 |

## Premios[5]
1. 1998

- SBS Music Awards Best New Artist
- Golden Disk Best New Artist Award sponsored by NIkkan Sports
- KMTV Hip-Hop Award

1. 2000

- SBS Music Awards Best Hip Hop Artist Award

1. 2002

- SBS Music Awards Best Hip Hop Artist Award
- KMTV Best Hip-Hop Award